# ニンビン＝ハイフォン＝クアンニン高速道路

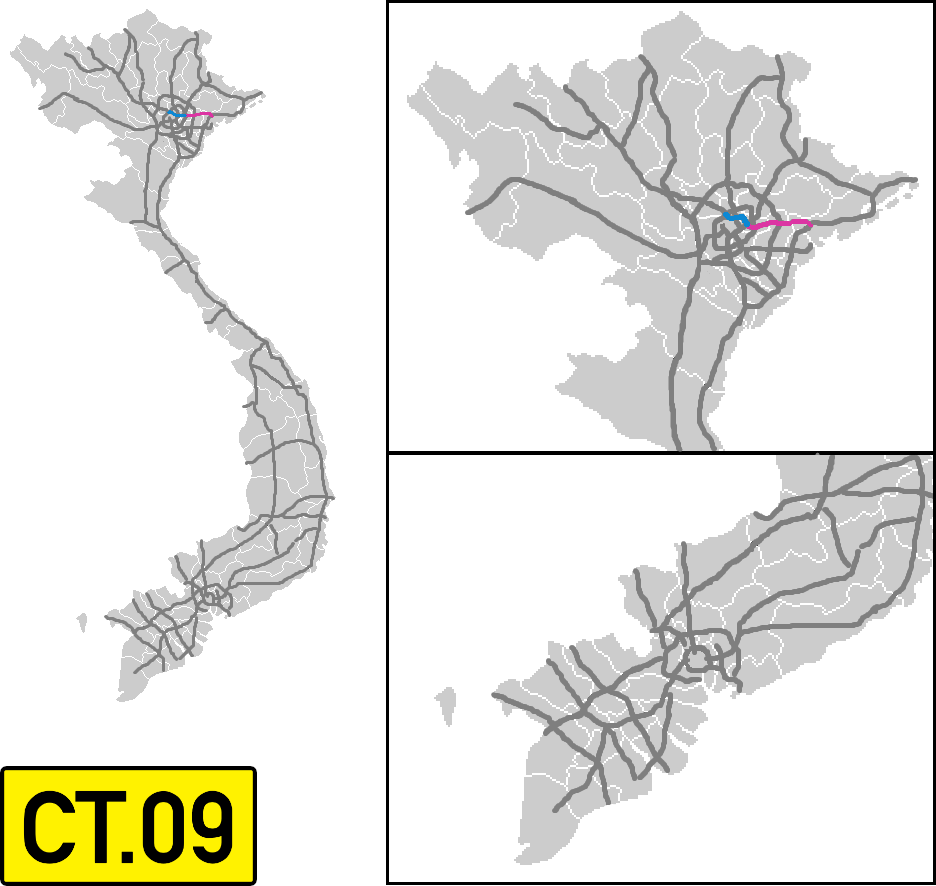
高速道路地図
青: 供用中
赤: 建設中／計画中

ニンビン＝ハイフォン＝クアンニン高速道路（ベトナム語：Đường cao tốc Ninh Bình–Hải Phòng–Quảng Ninh、英語：Ninh Binh–Hai Phong–Quang Ninh Expressway）はベトナムの高速道路。標識としては「CT.09」と表記されている。総延長160kmの予定で、ニンビンとクアンニンを結んでいる。この高速道路によりベトナム北東海岸州を南北高速道路に接続している。

## 区間

### ニンビン＝ハイフォン区間
この区間は50kmあり、建設費は約10兆ドンと見積もられ、現在財務調達局面である。

### ハイフォン＝ハロン区間
このハイフォンから開始する25kmの区間はハロンでハノイ＝ハイフォン高速道路に接続する。建設費は約25兆ドン。最高速度は100km/hである。クアンニン省政府は6.4兆ドンを出資し、地方政府が高速道路に出資したベトナム初のケースとなった。

### ハロン＝ヴァンドン区間
この60kmの区間は建設費12兆ドンで2018年12月に完成した。通行料は1km当たり2,100ドン。終点はヴァンドン国際空港である。